# Carl Zeiss AG
Carl Zeiss é uma empresa alemã fabricante de equipamentos ópticos e médicos, ela foi fundada em 1846  pelo empresário Carl Zeiss ao inaugurar uma pequena fábrica e também loja de aparelhos óticos na cidade de Jena, o carro-chefe na companhia no inicio era a produção de microscópios.
Em 1866 Ernst Abbe passa a trabalhar na empresa como diretor de pesquisa, ele foi muito importante para o crescimento para a inovação dos produtos da Zeiss anos depois.
Em outubro de 1876 foi produzido o microscópio de número 3.000.
No inicio da década de 1880, Otto Schott um químico especializado na produção de vidros passa a colaborar com Carl Zeiss e Ernst Abbe no desenvolvimento de melhores lentes para os microscópios da companhia, em 1884 Otto funda a empresa Schott AG para a fabricação de vidros especiais.
Em 1889 é criada por Ernst Abbe a fundação Carl Zeiss, que foi criada para a promoção da ciência e que atualmente a fundação é dona de 100%  de todas das ações da Carl Zeiss AG.
Em 1908 começa a produção de óculos e equipamentos oftalmológicos e em 1925 abre escritórios na cidade de Nova York nos Estados Unidos.
Ela atualmente produz Lentes oftalmológicas e para Câmera, microscópios, telescópios, equipamentos médicos e oftalmológicos e através da subsidiária Carl Zeiss SMT  produz tecnologias para a produção semicondutores.
Em Setembro de 2023 a Carl Zeiss AG tinha cerca de 43.000 funcionários, sendo um pouco mais 20.000 deles na Alemanha e os demais no restante do mundo, sendo são 6.200 focados em pesquisa e desenvolvimento e cerca de 11.000 patentes registradas em todo o planeta.